# Bahnhof Wolfstein

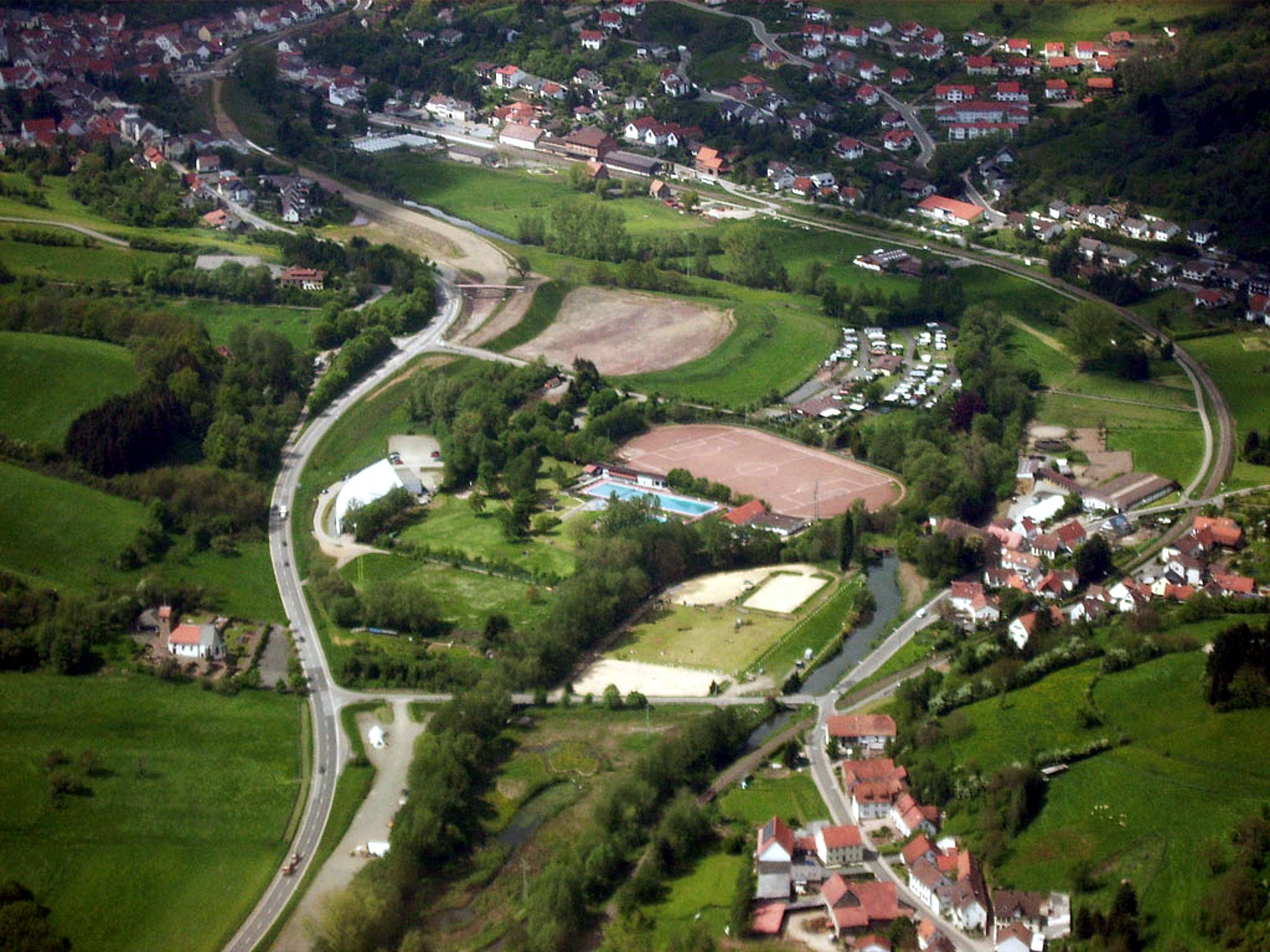
Bahnhof Wolfstein (oben im Bild) aus der Vogelperspektive

Der Bahnhof Wolfstein ist ein Durchgangsbahnhof entlang der Lautertalbahn Kaiserslautern–Lauterecken-Grumbach. Er ist der bedeutendste von insgesamt drei Bahnhöfen innerhalb der Stadt Wolfstein. Er verfügt über zwei Bahnsteiggleise. Der Bahnhof liegt im Verbundgebiet des Verkehrsverbundes Rhein-Neckar (VRN) in den Tarifzonen 775 und 777. Seine Anschrift lautet Bahnhofstraße 16. Der Bahnhof liegt an der Lautertalbahn und ist gemessen an seinem Aufkommen ihr wichtigster Unterwegshalt. Durch die Ressourcen im Einzugsgebiet des benachbarten Königsberg hatte er im Güterverkehr einst ebenfalls eine große Bedeutung, ehe dieser im Jahr 2000 zum Erliegen kam. Teile der Bahnhofsanlage stehen unter Denkmalschutz.

## Lage
Der Bahnhof befindet sich unweit der Kernstadt von Wolfstein. Er liegt 187,9 Meter über Normalnull. Unmittelbar nördlich des Bahnhofs schließt sich der 91 Meter lange Eisenknopf-Tunnel an. Die Lautertalbahn verläuft im Bahnhofsumfeld von Ostsüdost nach Westnordwest und orientiert sich am Lauf der Lauter, die sich innerhalb der Kernstadt in zwei Arme aufteilt; der Bahnhof selbst liegt unweit des Ufers des östlichen Arms. Darüber hinaus stellt er den Endpunkt des Pfälzer Höhenweges dar.

## Geschichte

### Planung und Bau der Lautertalbahn
Erste Pläne, eine Bahnstrecke entlang der Lauter und anschließend des Glan bis hin zur Nahe zu errichten, gehen bis ins Jahr 1859 zurück, als sich ein „Comitee der Notabeln des Glan- und Lauterthales“ bildete. Zu seinen Mitgliedern gehörte unter anderem der Wolfsteiner Priester Philipp Hammer. Noch 1860 erschien in Kaiserslautern eine entsprechende Denkschrift. Diese Bestrebungen standen in Konkurrenz zu solchen, die die Errichtung einer Strecke entlang der Alsenz anstrebten.
Obwohl die Alsenztalbahn bereits ab 1871 als durchgängige Hauptbahn auf vollständiger Länge eröffnet worden war und die Realisierung einer Strecke entlang der Lauter nur noch eine Chance als Lokalbahn besaß, ließ die Bevölkerung vor Ort nicht locker und verfocht weiterhin ihre Pläne.
1874 erfolgte eine erste Projektierung durch Bahntechniker. Trotzdem versuchte die bayerische Staatsregierung, das Projekt so lange wie möglich hinauszuzögern. Erst im Dezember 1877 gab sie dem Druck nach und beauftragte die Bahnverwaltung, die geplante Strecke durch das Lautertal aus Kostengründen als Sekundärbahn auszuführen. Die Erteilung der Konzession für den Bau und den Betrieb erfolgte am 9. Mai 1880.
Im Zuge des Baus der Strecke gab es bei der Entstehung des Bahnhofs Wolfstein Konflikte, da er sich zu diesem Zeitpunkt auf der Gemarkung der damals selbständigen Gemeinde Roßbach befand; die Streitereien setzten sich bis 1906, als die Lautertalbahn bereits mehr als 20 Jahre lang in Betrieb war, fort.

### Betriebsgeschichte
Die Eröffnung der Lautertalbahn fand am 15. November 1883 statt. Der Empfang des Eröffnungszuges vor Ort wurde in der regionalen Presse wie folgt beschrieben:

„In Wolfstein wurden den Ingenieuren von Ehrenjungfrauen prächtige Bouquets überreicht; Fräulein Schröder hielt eine Ansprache an Herrn Bezirksingenieur Opfermann. Eine Ehrenpforte mit Inschrift „Willkommen“ war erbaut“

Zum Zeitpunkt seiner Eröffnung gab es – wie auf der gesamten Strecke – keine Kreuzungsmöglichkeit; diese wurde erst später geschaffen.
1897, als Vorbereitungen für eine eventuell drohende Konfrontation mit Frankreich liefen, wurden die Kreuzungsgleise im Bahnhof auf insgesamt 500 Meter verlängert, um entsprechende Kreuzungen mit Militärzügen zu gewährleisten. Im Jahr 1900 verfügte der Bahnhof über drei Gleise. Die Haupt- und Überholungsgleise waren jeweils 500 Meter lang, die Nebengleise zusammen 299 Meter.
Um 1940 herum existierte in Wolfstein eine Bahnmeisterei, die für den Streckenabschnitt Lampertsmühle-Otterbach–Lauterecken-Grumbach zuständig war. Bereits in den 1950er Jahren existierte sie nicht mehr.

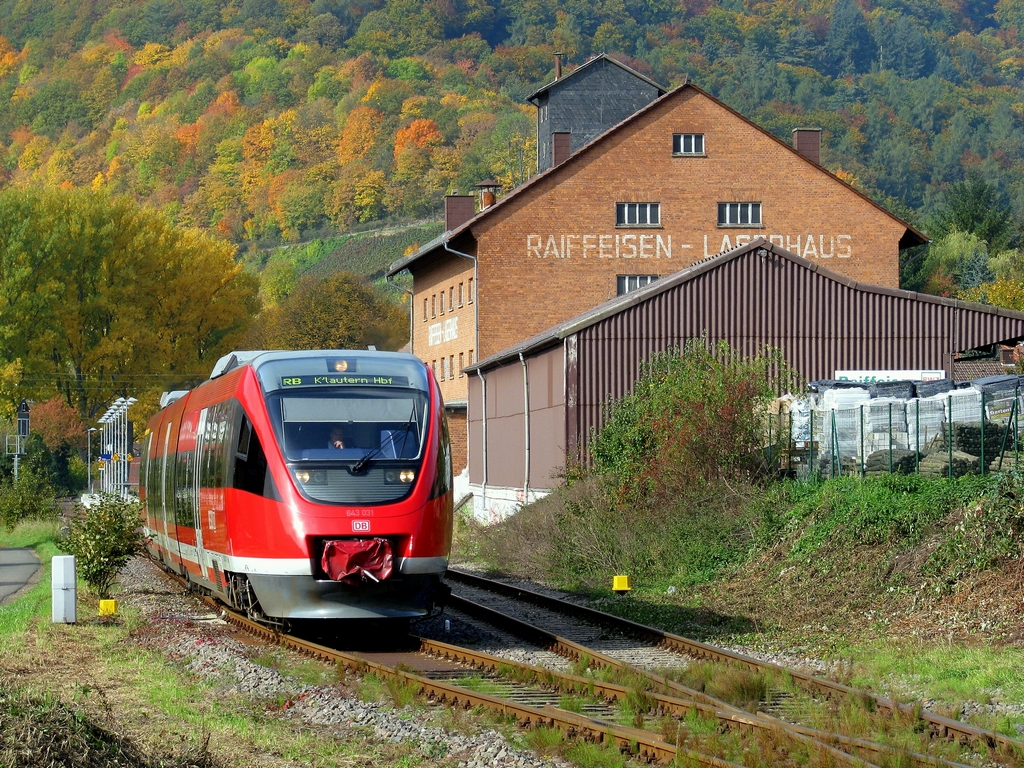
Triebwagen der Baureihe 643 im Bahnhof Wolfstein

Am 25. Oktober 1988 fuhr anlässlich des Wolfsteiner Herbstmarktes ein Dieseltriebwagen der Baureihe 628 von Ludwigshafen bis nach Wolfstein; im regulären Betrieb kamen diese Fahrzeuge auf der Lautertalbahn erst ab 1993 zum Einsatz. Mit der Einstellung des Güterverkehrs im Jahr 2000 wurden sämtliche Ladegleise abgebaut und die Zahl der Gleise auf zwei reduziert. 2005 erfolgte die Modernisierung des Bahnsteigs, der in diesem Zuge behindertengerecht ausgebaut wurde.

## Bauwerke

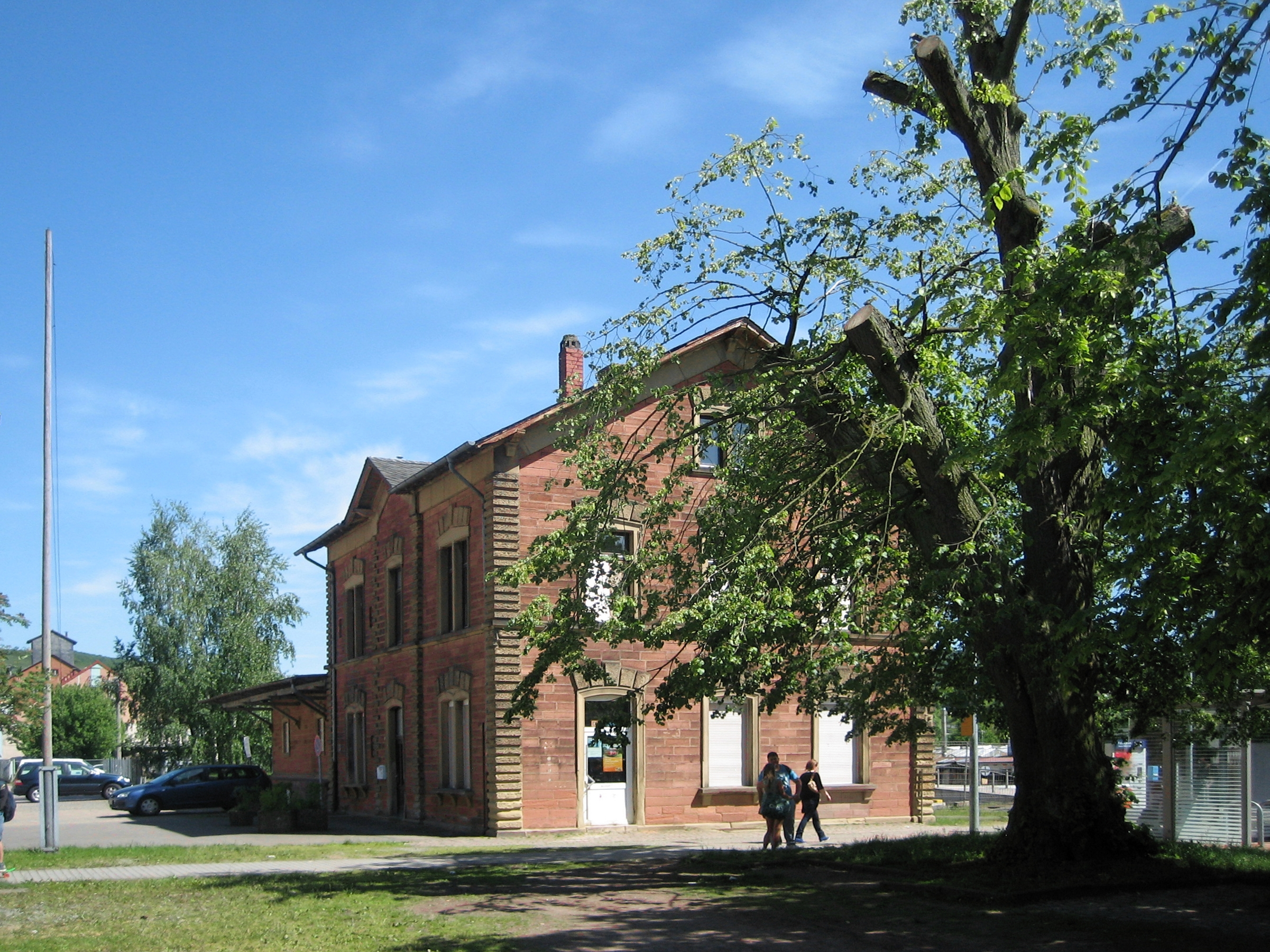
Empfangsgebäude des Bahnhof Wolfstein

Das Bahnhofsgebäude, der aus dem Jahr 1882 stammende Güterschuppen sowie das Fahrdienstleiterstellwerk mit originaler Sicherungstechnik aus dem Jahr 1938 stehen unter Denkmalschutz.
Beim Empfangsgebäude handelt es sich um einen hausteingegliederten Quaderbau. Er ist zweistöckig ausgeführt. Der Stellwerkraum verfügt über einen Vorbau, der eine durchgehende Fensterreihe besitzt. Zudem wurde er früher von Frühling bis Herbst mit Blumen ausgestattet.

### Bahnsteige
| Gleis | Nutzbare Länge | Bahnsteighöhe | Aktuelle Nutzung                              |
| ----- | -------------- | ------------- | --------------------------------------------- |
| 1     | 110 m          | 55 cm         | Regionalbahn in Richtung Lauterecken-Grumbach |
| 2     | 110 m          | 55 cm         | Regionalbahn in Richtung Kaiserslautern       |

## Verkehr

### Personenverkehr
Unmittelbar nach Eröffnung der Bahnstrecke verkehrten zwischen Kaiserslautern und Lauterecken insgesamt drei Zugpaare, für die lediglich eine Garnitur benötigt wurde. Es gab keine Zugbegegnungen im Personenverkehr. Da der nördliche Abschnitt der Glantalbahn Lauterecken–Odernheim im Jahr 1896 – die Durchbindung bis Staudernheim erfolgte ein Jahr später – als unmittelbare Fortsetzung der Lautertalbahn gebaut worden war, wurden die Züge entsprechend verlängert. Nachdem die Glantalbahn 1904 auf ihre vollen Länge eröffnet wurde, endeten beziehungsweise begannen die Züge wieder in Lauterecken.
Im Jahr 1905 wurden am Bahnhof Lauterecken-Grumbach insgesamt 16252 Fahrkarten verkauft. Ab 1906 gab es zusätzliche Züge zwischen Lauterecken und Wolfstein. Die Zahl der Personenzüge stieg bis zum Ausbruch des Ersten Weltkriegs im Jahr 1914 an Werktagen schrittweise auf sechs, reduzierte sich jedoch bis nach Kriegsende. Im Zuge des Regiebetriebs der französischen Besatzung verkehrte samstags ein weiteres Zugpaar zwischen Kaiserslautern und Wolfstein. Vor allem in den 1930er Jahren gab es an den Bahnstrecken im Einzugsgebiet von Glan und Lauter mehrere Eckverbindungen wie Kaiserslautern–Lauterecken–Altenglan–Kusel.
Nachdem in der Weimarer Republik und im Dritten Reich ein leichter Anstieg des Angebots zu verzeichnen war, verkehrten unmittelbar nach dem Zweiten Weltkrieg nur noch drei Paare. In den 1970er Jahren waren neun Zugpaare unterwegs, jedoch wurde 1976 der Sonntags- und 1982 auch der Samstagsverkehr eingestellt. Erst im Jahr 2000 wurde der Wochenendverkehr in Zusammenhang mit der Landesgartenschau in Kaiserslautern wieder aufgenommen.
Im Jahr 2021 verkehrt hier die RB66 Kaiserslautern–Lauterecken-Grumbach im Stundentakt.

### Güterverkehr
Der Bahnhof Wolfstein gehörte zu den wichtigsten Gütertarifpunkten entlang der Lautertalbahn. Dabei bediente über mehrere Jahrzehnte hinweg ein Güterzug sämtliche Gleisanschlüsse entlang der Lautertalbahn, einschließlich derjenigen im Bahnhof Wolfstein. So wurden 1905 beispielsweise insgesamt 9083,11 Tonnen Güter empfangen beziehungsweise verkauft. Im Bahnhof war ab 1934 die Kleinlokomotive Kö 0095 stationiert, die mutmaßlich in den 1950ern durch eine Köf II ersetzt wurde.
Vor allem Funde des Baryt im Einzugsgebiet des benachbarten Königsbergs führten dazu, dass die Lautertalbahn hohe Einnahmen erzielte. Im Jahr 1902 wurde eine Schwerspatlagerstätte auf der Gemarkung von Aschbach durch die drei Wolfsteiner Industriellen Franz Braun, Karl Otto Braun und Wilhelm Martin gepachtet, später noch eine bei Eßweiler. Nachdem der Rohstoff anfangs per Fuhrwerk zum Bahnhof Reckweilerhof transportiert worden war, wurde 1906 eine insgesamt 1500 Meter lange Seilbahn zum Bahnhof Wolfstein errichtet. Bereits 1911 wurden ungefähr 14980 Tonnen gefördert. Während des Ersten Weltkriegs ruhte der Betrieb der Seilbahn zunächst. Absatzschwierigkeiten führten dazu, dass der Betrieb 1925 eingestellt werden musste. Aus diesen Aktivitäten der Wolfsteiner Unternehmer entstand bereits 1902 das Unternehmen Pfälzische Schwerspatwerke Braun, Krieger und Co., das später in K. O. Braun KG umbenannt wurde. Ein weiteres Anschlussgleis dieser Firma wurde 1954 nördlich des Eisenknopftunnels in Betrieb genommen. Nachdem im Bahnhof Wolfstein zunächst ausschließlich Baryt verladen worden war, kamen ab 1951 textile Rohstoffe und ab 1954 zusätzlich Kohle, Emballage und flüssige Brennstoffe hinzu. Dabei wurden im Jahr ungefähr 3000 Tonnen Baum- und 1000 Tonnen Zellwolle verladen. Im Jahr 1955 erfolgte erstmals der Versand von Textilien in Waggons und Containern.
Wie auf der gesamten Lautertalbahn nahm auch im Bahnhof Wolfstein der Güterverkehr ab dem Ende der 1970er Jahre allmählich ab. Wurden 1978 beispielsweise noch 327 Wagenladungen versandt und 807 empfangen, waren es 1987 nur noch 297 Wagenladungen, die versandt wurden, und 401 Empfänge. Ab 1993 war Wolfstein der einzige verbliebene Gütertarifpunkt entlang der Lautertalbahn. Im Juni 2000 wurden die letzten in Wolfstein stationierten Güterwagen von einer funkferngesteuerten Diesellokomotive der DB-Baureihe V 60 abgezogen.
| Jahr    | 1978 | 1979 | 1980 | 1981 | 1982 | 1983 | 1984 | 1985 | 1986 | 1987 |
| ------- | ---- | ---- | ---- | ---- | ---- | ---- | ---- | ---- | ---- | ---- |
| Versand | 327  | 427  | 446  | 408  | 378  | 442  | 398  | 436  | 332  | 295  |
| Empfang | 807  | 700  | 488  | 417  | 400  | 394  | 400  | 426  | 417  | 401  |